# ラ・フランス (バラ)

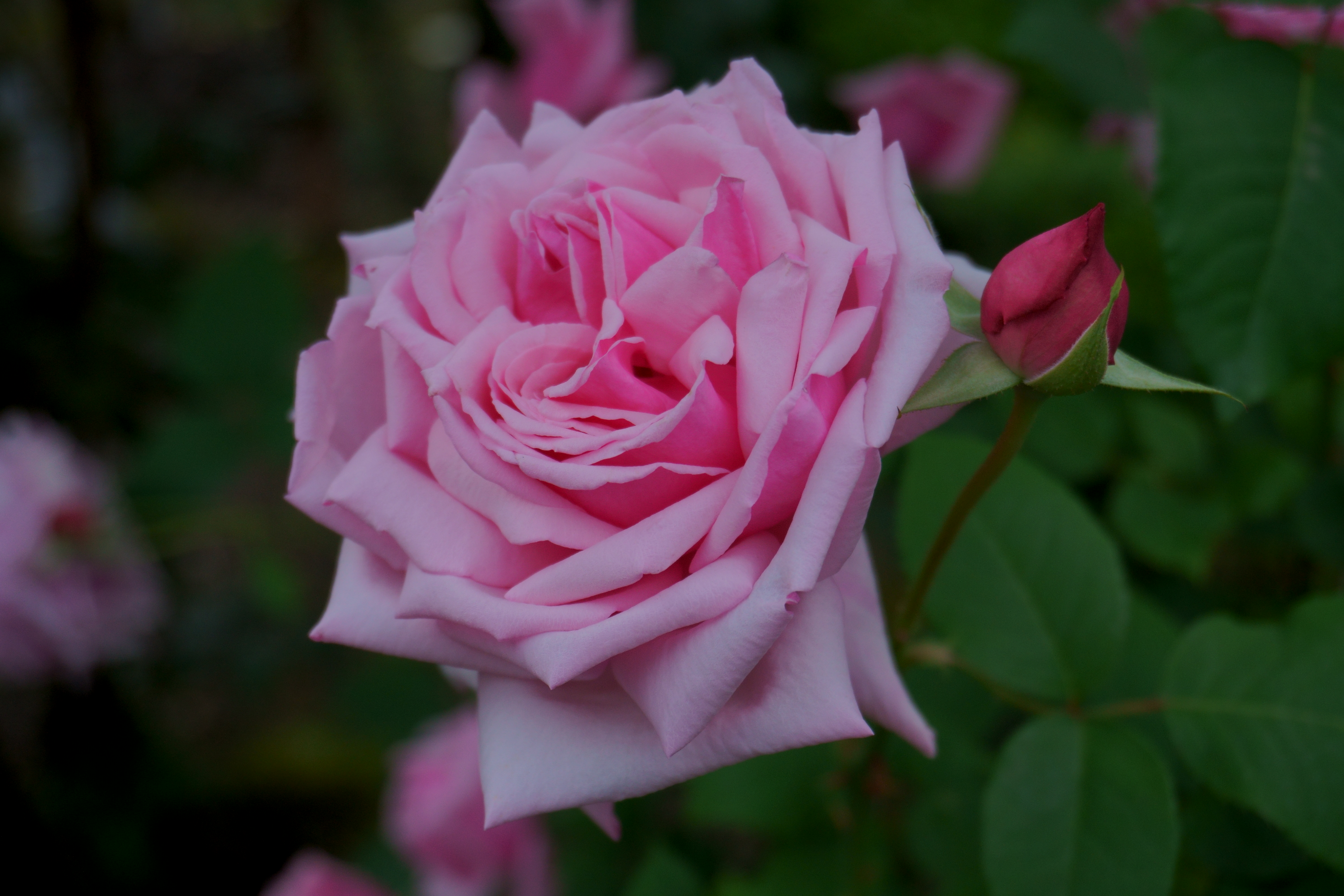
モダンローズ第1号「ラ・フランス」

ラ・フランス (La France) は、フランス原産のバラである。
剣弁高芯咲きで、ピンクの花弁は45枚とも言われ、幾重にも重なる大輪。フルーティーな香りが強い。樹高は120cmから150cmで、枝は細く、棘は少なめ。

## 歴史
1867年にリヨンの育種家ジャン＝バプティスト・アンドレ・ギヨー・フィス (Jean-Baptiste André Guillot（Fils））により発表されたハイブリッド・ティーローズ第1号のバラ。
中国のバラであるコウシンバラをルーツに持つ四季咲き品種として知られる。日本では、明治から大正時代に天地開と呼ばれていた。
ラ・フランス誕生以前に存在していた系統のバラを「オールドローズ」(Old Roses)、以降に生まれた系統のバラを「モダンローズ」(Modern Roses)と称している。